# Morentin
Morentin è un comune spagnolo di 123 abitanti situato nella comunità autonoma della Navarra.